# Hanstholmknuden
Hanstholmknuden este o arie protejată (arie specială de conservare — SAC, sit de importanță comunitară — SCI) din Danemarca întinsă pe o suprafață de 388 ha, integral pe uscat.

## Localizare
Centrul sitului Hanstholmknuden este situat la coordonatele 57°06′03″N 8°43′45″E / 57.100833°N 8.729167°E.

## Înființare
Situl Hanstholmknuden a fost declarat sit de importanță comunitară în septembrie 2001 pentru a proteja un număr necunoscut de specii din flora spontană și fauna sălbatică aflate în arealul zonei. Situl a fost protejat și ca arie specială de conservare în decembrie 2011.

## Biodiversitate
Situată în ecoregiunea atlantică, aria protejată conține 8 habitate naturale: Dune mobile cu vegetație embrionară, Dune de coastă fixe cu vegetație erbacee („dune gri”), Dune cu Salix repens ssp. argentea (Salicion arenariae), Dune cu Hyppophaë rhamnoides, Dune mobile de-a lungul țărmului cu Ammophila arenaria („dune albe”), Pajiști uscate seminaturale și facies de acoperire cu tufișuri pe substraturi calcaroase (Festuco-Brometalia) (* situri importante pentru orhidee), Dune fixe decalcificate cu Empetrum nigrum, Depresiuni intradunale umede.
La baza desemnării sitului se află un număr nedeclarat de specii protejate.